# قط ثاي

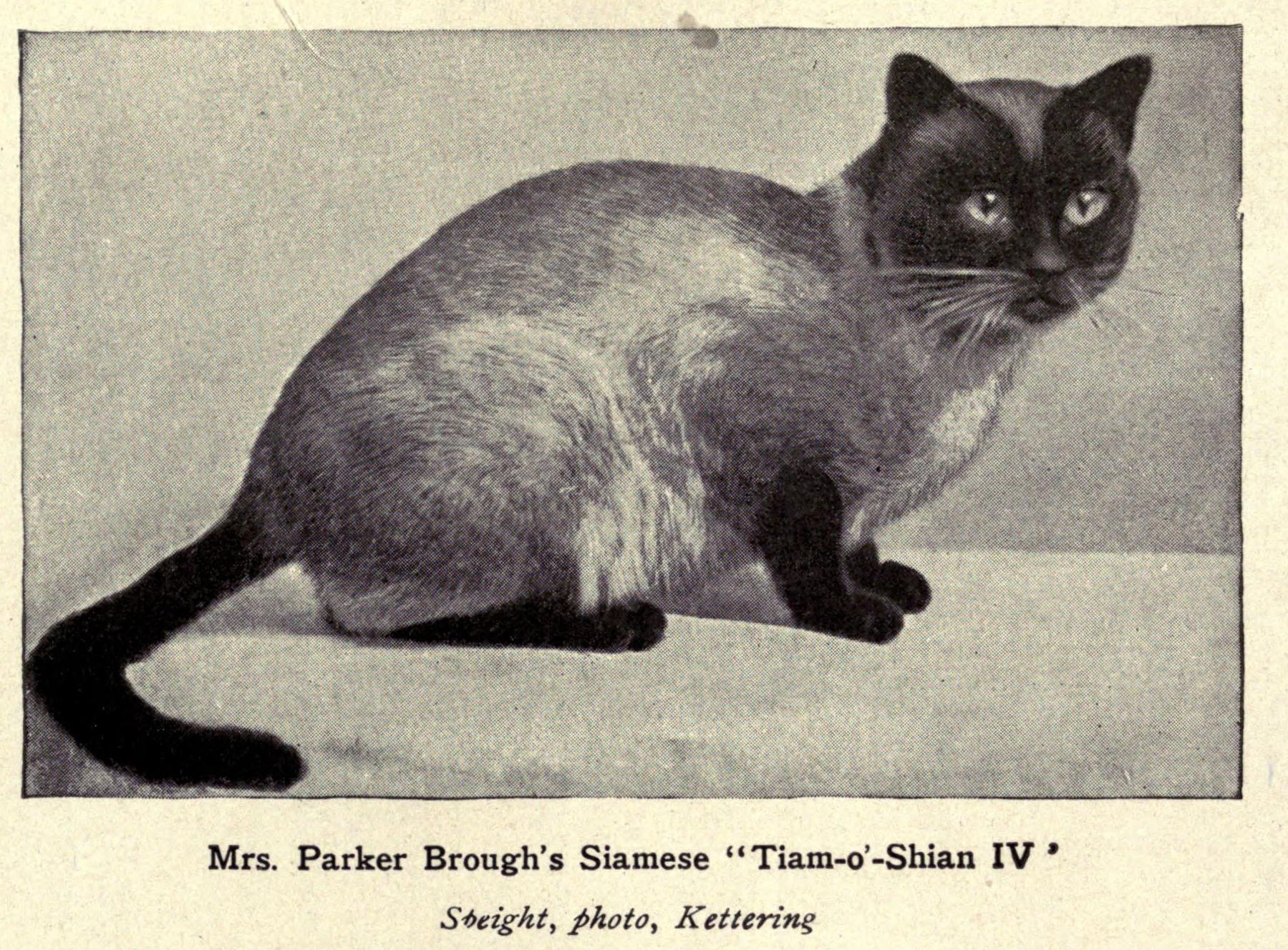

قط ثاي أو قط تاي (بالإنجليزية: Thai)‏ (بالتايلندية: แมวไทย) وهي تعني «القطط التايلندية»، هي سلالة قطط تم تصنيفها حديثا وهي شبيهة بـالقط السيامي.

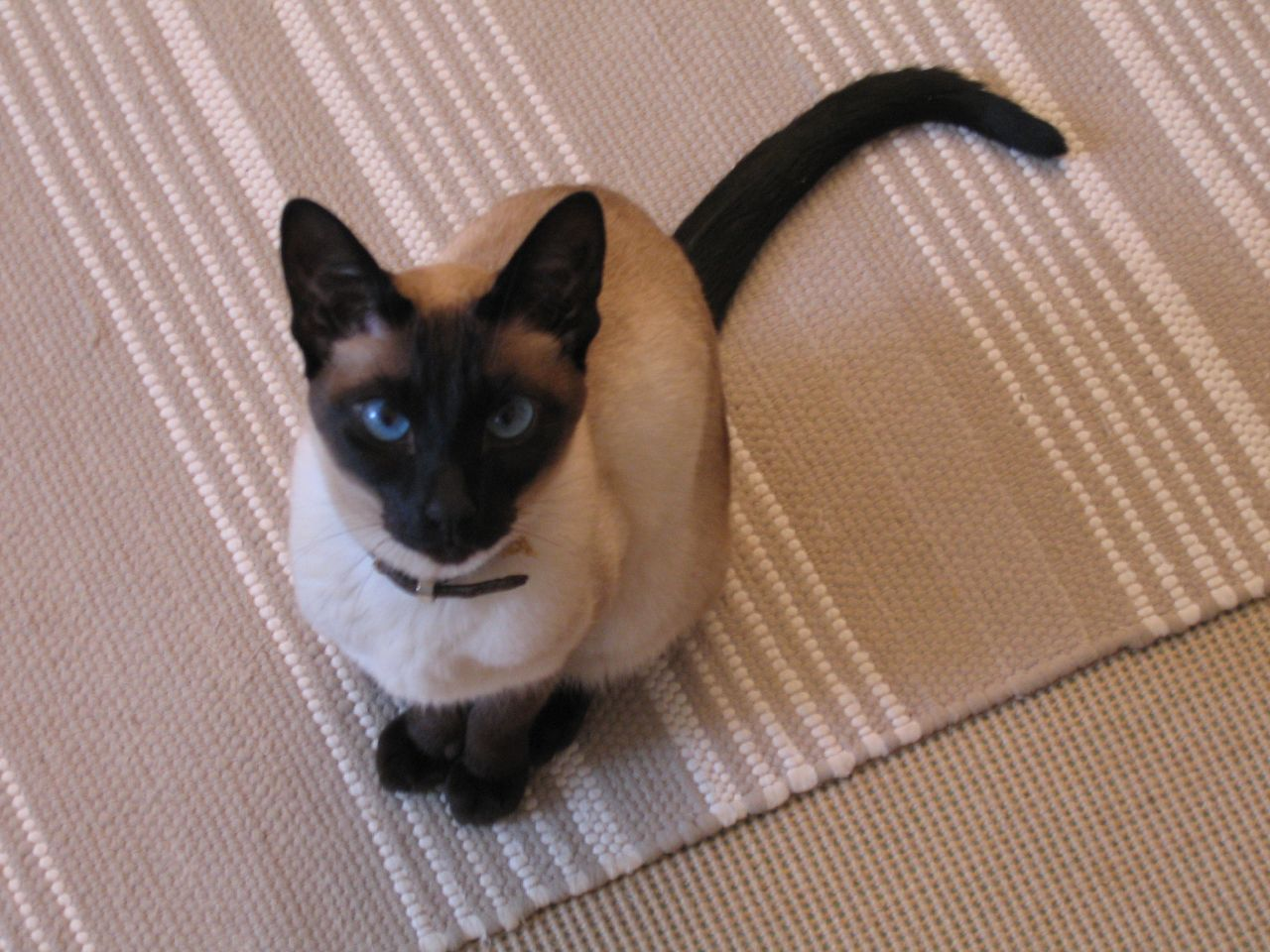